# Mandarin Oriental Prague
Mandarin Oriental Prague je luxusní hotel nejvyšší třídy patřící do mezinárodní sítě hotelů Mandarin Oriental. Mandarin Oriental Hotel Group je dceřinou společností veřejně obchodované společnosti Mandarin Oriental International Limited, která je zase dceřinou společností Jardine Matheson. Vlastník a provozovatel hotelu, společnost Karmelitská hotel ze skupiny CITIC, za rok 2023 vykázal ztrátu 60 milionů korun při obratu 222 milionů korun a jeho záporný vlastní kapitál dále poklesl na -197 milionů korun.

## Popis

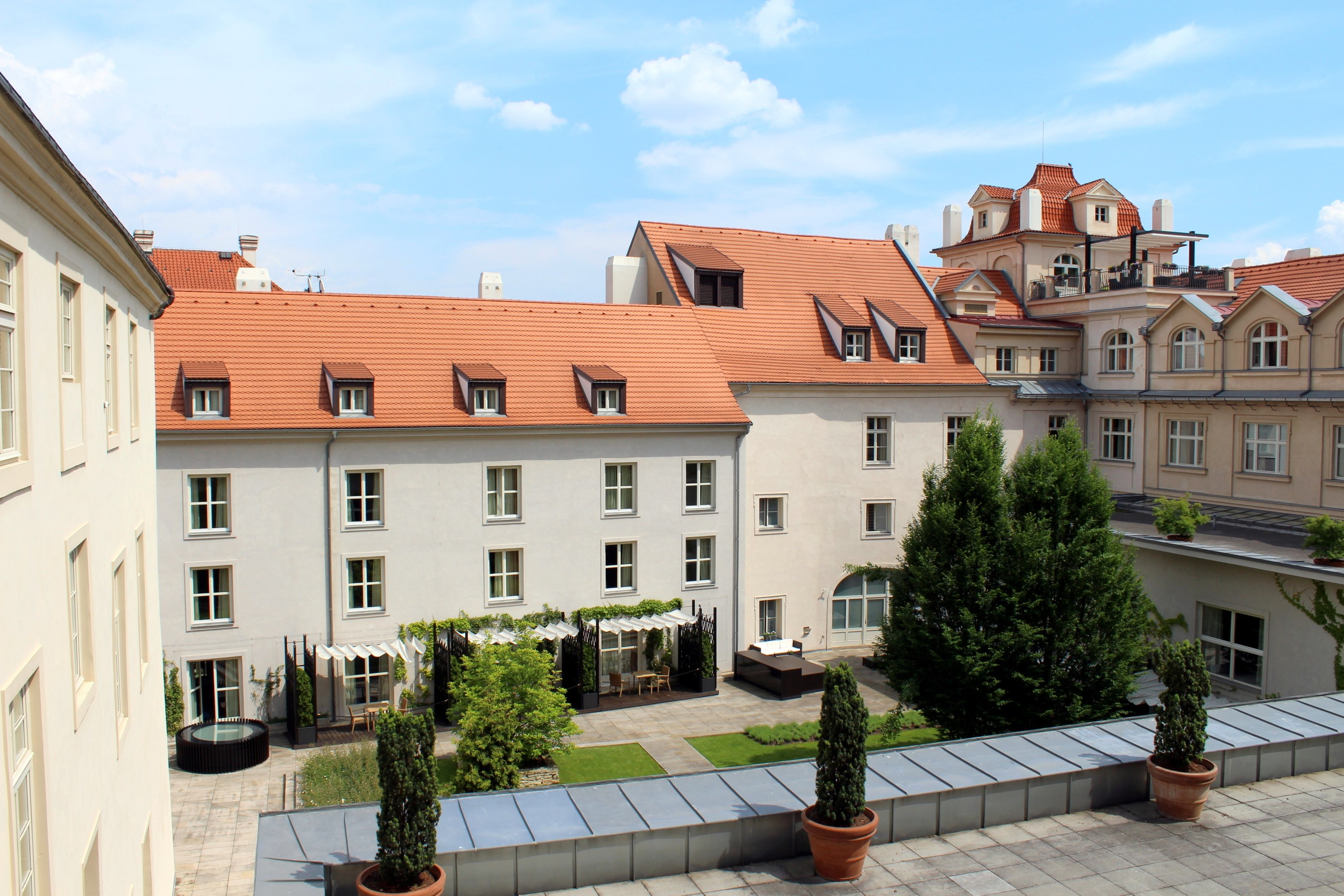
Bývalý malostranský dominikánský klášter

Pražský hotel Mandarin Oriental se nachází v objektu někdejšího kláštera magdalenitek, později dominikánského kláštera při kostele sv. Máří Magdalény v Praze 1 na Malé Straně, na adrese Nebovidská 459/1. V 19. století zde byl tiskárenský provoz.
Hotel vznikl v letech 2004-2006 přestavbou starého zchátralého kláštera. Do původního návrhu na přestavbu objektu byl zahrnut také přilehlý bývalý kostel sv. Máří Magdaleny, avšak ten nakonec nebyl realizován a kostel byl přestavěn pro potřeby Českého muzea hudby.

## Ve filmu
Hotelový komplex se objevil v následujících filmech:
- Modelář (2020, režie: Petr Zelenka) – místo fiktivního útoku na viceprezidenta USA Dicka Cheneyho